# Администрация по восстановлению Пуэрто-Рико
Администрация по восстановлению Пуэрто-Рико (англ. Puerto Rico Reconstruction Administration, PRRA) — американское федеральное агентство, созданное в период Нового курса Франклина Рузвельта, в мае 1935 года; в состав первого совета директоров PRRA входили американский журналист и политик Эрнест Грининг — и пуэрто-риканский педагог и политик Карлос Шардон; являлась частью Министерства внутренних дел США и Управления по безопасности ферм (FSA). PRRA ставила себе основными целями долгосрочную экономическую стабильность в Пуэрто-Рико, пострадавшем во время Великой депрессии — цель предполагалось достичь посредством создания рабочих мест, перераспределения земли, реализации проектов общественных работ, а также — экологических инициатив и проектов в области здравоохранения. Агентство было окончательно ликвидировано уже после Второй мировой войны, 15 февраля 1955 года.